# Служба за послове са странцима Министарства безбједности Босне и Херцеговине
Служба за послове са странцима је управна организација с оперативном самосталношћу у саставу Министарства бјезбедности БиХ. Служба је основа Законом о Служби за послове са странцима, који је изгласан у Представничком дому БиХ 19. јула 2005. године, док је у Дому народа БиХ изгласан 28. јула.

## Надлежности
Служба је носилац права решавања проблематике имиграција и првенствено се бави надзором и контролом над кретањем и боравком странаца у БиХ. Обављањем оперативно-инспекцијских и управно-правних послова, Служба контролише долазак странаца из визног режима у БиХ кроз поступке овере позивних писама, решава о статусу странаца у БиХ кроз одобравање или одбијање боравака странаца у земљи, отказу боравка, протеривању, стављању под надзор те присилном удаљењу странаца из земље.
Сходно Закону о Служби за послове са странцима, Служба има следеће надлежности:
- Управни послови везани за.кретање и боравак странаца у Босни и Херцеговини, прописани Законом о кретању и боравку странаца и азилу, и то:
  - поништавање виза странцима
  - издавање личних и путних исправа странцима, односно одузимање издатих личних и путних исправа
  - пријаве боравка или промене боравка страних држављана
  - овера гарантних писама и позива
  - издавање потврда о боравку странаца
  - у вези с поднесеним захтевима за азил у Босни и Херцеговини
- Решавање у управним стварима по захтевима за:
  - одобрење привременог или сталног боравка у Босни и Херцеговини, односно продужење привременог боравка
  - отказ привременог или сталног боравка
  - стављање странца под надзор
  - протеривање странца из земље
  - доношење закључака о извршавању решења о протеривању странаца из земље.
- Водење предмета и евиденција прописаних Законом о кретању и боравку странаца и азилу и евиденција из делокруга Службе
- Инспекцијски послови над спроводењем Закона о кретању и боравку странаца и азилу, и то:
  - контрола боравка, контрола сврхе боравка, контрола коришцења боравка, пријаве боравка или промене места боравка
  - надзор над правним и физицким лицима у вези с боравком и запошљавањем страних држављана
  - подношење пријава и захтева за поступање против правних или физицких лица због непридржавања прописа којима се регулишу питања кретања, боравка и запошљавања странаца
  - подношење захтева за покретање поступака ради укидања одобреног боравка, односно укидања боравка по основу поднесеног захтјева за азил или одобреног азила, као и захтева за укидање виза
  - водење евиденција о инспекцијским контролама и налазима
  - редовни инспекцијски надзор, те надзорпо налогу или захтеву, односно по достављеној пријави
  - подношење захтева за расписивање потраге за лицима и стварима
  - подношење захтјева за обављање претреса лица, ствари, возила обеката, као и за стављање странца под надзор
  - провере по налогу Министарства у вези с уласком, кретањем и боравком страних држављана који су у поступку добијања држављанства Босне и Херцеговине
  - извршава меру удаљења странца из земље.
- Активности везане за:
  - працење, прикупљање и обраду података и сазнања из надлежности Службе
  - анализу стања из надлежности Службе
  - предузимање потребних мера и радњи из надлежности Службе, те предлагање мера ради унапредења укупне ситуације у области кретања, боравка и запошљавања странаца
- Обрада података и водење евиденција у складу са Законом о кретању и боравку странаца и азилу
- Покретање поступака ради потраживања средстава утрошених за враћање странца
- Остали послови прописани Законом о кретању и боравку странаца и азилу, те другим законима и прописима којима се регулишу права, обавезе и друга питања у вези с кретањем, боравком и запошљавањем странаца

## Организација

### Теренски центри
Теренски центри су основна организација Службе ван седишта у Сарајеву, те обавља следеће послове, у складу са законом:
- инспекцијски надзор над спроводењем законских одредаба које регулишу питања кретања, боравка и запошљавања странаца
- административно-управне послове прописане Законом о кретању и боравку странаца и азилу

Број теренских центара се одређује подзаконским актом, а тренутно постоје следећи теренски центи:
- Теренски центар Бања Лука за општине и градове: Бања Лука, Челинац, Градишка, Источни Дрвар, Језеро, Кнежево, Босанска Костајница, Котор Варош, Козарска Дубица, Крупа на Уни, Купрес (РС), Лакташи, Мркоњић Град, Оштра Лука, Петровац, Приједор, Прњавор, Рибник, Србац и Шипово
- Теренски центар Мостар за општине и градове: Чапљина, Читлук, Јабланица, Коњиц, Мостар, Неум, Прозор-Рама, Равно и Столац
- Теренски центар Тузла за општине и градове: Бановићи, Челић, Добој Исток, Грачаница, Градачац, Калесија, Кладањ, Лукавац, Сапна, Сребреник, Теочак, Тузла и Живинице
- Теренски центар Зеница за општине и градове: Бреза, Добој Југ, Жепче, Какањ, Маглај, Олово, Тешањ, Усора, Вареш, Високо, Завидовићи и Зеница
- Теренски центар Брчко за Брчко Дистрикт
- Теренски центар Добој за општине и градове: Брод, Дервента, Добој, Доњи Жабар, Модрича, Пелагићево, Петрово, Станари, Шамац, Теслић и Вукосавље
- Теренски центар Источно Сарајево за општине и градове: Чајниче, Фоча, Хан Пијесак, Источна Илиџа, Источно Ново Сарајево, Источни Стари Град, Калиновик, Ново Горажде, Пале, Рогатица, Рудо, Соколац, Трново (РС) и Вишеград
- Теренски центар Бихаћ за општине и градове: Бихаћ, Босанска Крупа, Босански Петровац, Бужим, Цазин, Кључ, Сански Мост и Велика Кладуша
- Теренски центар Травник: Бусовача, Бугојно, Добретићи, Доњи Вакуф, Фојница, Горњи Вакуф-Ускопље, Јајце, Кисељак, Крешево, Нови Травник, Витез и Травник
- Теренски центар Требиње за општине и градове: Берковићи, Билећа, Гацко, Источни Мостар, Љубиње, Невесиње и Требиње
- Теренски центар Бијељина за општине и градове: Бијељина, Братунац, Лопаре, Милићи, Осмаци, Сребреница, Шековићи, Угљевик, Власеница и Зворник
- Теренски центар Ливно за општине и градове: Босанско Грахово, Дрвар, Гламоч, Купрес (ФБиХ), Ливно и Томиславград
- Теренски центар Љубушки за општине и градове: Груде, Љубушки, Посушје и Широки Бријег
- Теренски центар Орашје за општине и градове: Домаљевац-Шамац, Оџак и Орашје
- Теренски центар Горажде за општине и градове: Фоча-Устиколина, Горажде и Пале-Прача

### Имиграциони центри
Имиграциони центар је специјализирана установа за прихват и смјештај странаца којима је одлуком надлежног органа у Босни и Херцеговини одређена мера стављања под надзор у складу са законима. Центар је успостављен у саставу Службе за послове са странцима и отворен је у јулу 2008. године. Имиграциони центар се налази у Источном Сарајеву и  располаже капацитетом од 80 кревета у мушком павиљону, 12 кревета у женском павиљону и два породична апартмана.